# За мільйон миль
За мільйон миль (англ. A Million Miles Away) — фільм мексиканської режисерки Алехандри Маркес Абели, знятий за мемуарами Хосе Ернандеса «Досягнення до зірок: надихаюча історія фермера-мігранта, який став астронавтом», вперше представлений 08 вересня 2023 року.

## Сюжет
Наприкінці 1960-х років родина Ернандес приїздить з Мексики до США у пошуках кращої долі. Вони займаються важкою працею, через що діти змушені пропускати заняття у школі. Вчителька Хосе Ернандеса приходить до його батьків та в розмові з ними висловлює занепокоєння станом навчання. Наприкінці зустрічі Хосе повідомляє, що виконав домашнє завдання, яке було напередодні, і передає вчительці малюнок космічної ракети із написом бажання бути астронавтом.
Задля освіти Хосе, батько припиняє виплати за будинок і втрачає його, проте син отримує гідну освіту та починає працювати інженером в одній з провідних компаній космічної галузі. Та це не є виконанням його мрії. Протягом декількох років Хосе подає заявки на участь у програмі НАСА, але отримує відмови.
Минає час. У своїй роботі він досягає успіхів. Згодом одружується на Аделі, менеджерки з продажу автомобілів. У подружжя народжується п'ятеро дітей. Проте Хосе не полишає думки про космос. У серйозній розмові з дружиною він заручаться її підтримкою та продовжує наполегливо працювати над здобуттям навичок, необхідних для відбору у космічне агентство. Дізнавшись, що одним з найважливіших критеріїв є володіння російською мовою, Хосе, у складі делегації Міністерства енергетики США із закупівлі урану для американських атомних електростанцій, їде до Росії.
Під час подання чергової, дванадцятої заяви, дружина переконує його не направляти заяву поштою, а надати її особисто. Хосе приїздить до НАСА, подає заяву з переконливою особистою промовою та зрештою отримує позитивну відповідь.
Але це є тільки початком важких тренувань і випробувань, з якими Хосе,  вправляється завдяки своїй наполегливості.
І врешті решт — політ на космічному кораблі «Діскавері», екіпаж якого, за підсумками, провів тринадцять днів на орбіті, виконуючи наукову роботу.

## Сприйняття
За відгуком видання «The Guardian», «За мільйон миль» «…це історія, яка виходить за межі Землі, але має достатньо серця, щоб її триматися».
За публікацією видання «The Seattle Times», фільм «є захопливою картиною, сповненою піднесення».

## Номінації
У 2024 році фільм представлений до нагороди у номінації «Найкращий сімейний фільм» (телебачення).